# Gramós
Gramós es una entidad de población española del municipio de Ribera d'Urgellet, perteneciente a la provincia de Lérida, en la comunidad autónoma de Cataluña.

## Historia
A mediados del siglo XIX, el lugar tenía contabilizada una población de 41 habitantes. Aparece descrito en el octavo volumen del Diccionario geográfico-estadístico-histórico de España y sus posesiones de Ultramar de Pascual Madoz de la siguiente manera:

GRAMOS: l. con ayunt. en la prov. de Lérida (18 y 1/2 leguas), part. jud. y dióc. de Urgel (2), aud. terr. y c. g. de Cataluña (Barcelona 24 y 1/2). sit. en medio de la pendiente de un cerro, con esposicion al O.; le combaten principalmente los vientos de O. y N., y el clima, aunque bastante frio, es saludable. Tiene 10 casas que forman una calle y una pequeña plaza: hay una fuente é igl. parr. (San Licerio), la cual tiene por anejo á Abellanet; el curato es de entrada y la sirve un párroco y 1 beneficiado de sangre, de nombramiento de S. M. ó del diocesano, segun los meses en que ocurre la vacante, pero siempre en concurso general: junto al pueblo se halla el cementerio. Se estiende el térm. 1 1/2 leg. de N. á S. y 1 de E. á O.; confinando N. con el de Abellanet y Parroquia; E. con este mismo de la Parroquia; S. con el de Noves, y O. con el de Berent: se encuentran en él varias fuentes de buena calidad; atravesándole de N. á S. un riach. llamado de Pallerols que lleva como una muela de agua, con la cual se riegan algunos prados artificiales y pequeños huertos. El terreno en general es de mala calidad; y cruzan por él los caminos que dirigen á los pueblos limítrofes: el correo se recibe de la Seo de Urgel por espreso. prod.: trigo, patatas, legumbres, vino y pastos; con los que se cria ganado lanar, cabrio, vacuno y de cerda; hay caza de liebres, perdices y conejos. pobl.: 7 vec., 41 alm. cap. imp.: 6,428 rs. contr.: el 14'28 por 100 de esta riqueza.
(Madoz, 1847, p. 466)

En 2023 la entidad singular de población, perteneciente al municipio de Ribera d'Urgellet, tenía empadronado 1 habitante.